# Янкул (рудник)
Янкул (рудник) — шахтне підприємство на півночі Оману, що здійснює розробку рудного поля у блоці Янкул.

## Золота копальня
У 1994 році оманська державна компанія Oman Mining Company (OMCO) почала розробку відкритим способом покладу окиснених руд, що становив верхню частину родовища Раках (Rakah) та вирізнявся багатою золотою мінералізацією. Станом на 2001 рік звідси вилучили 700 тисяч тонн руди, що містила 4,2 тонни золота (середній вміст 6,37 грама на тонну).
У 2009-му розробку золотого покладу завершили.

## Розробка мідних покладів
Вилучення покладів міді, які залягають на більш глибоких горизонтах, організували через іншу державну компанію Minerals Development Oman, що належить Oman Investment Authority (76,8 %) та Oman National Investment Company «TANMIA» (23,2 %).
До розробки планується залучити родовища Раках, Аль-Ашгар, Хейл-ас-Сафіл (Hayl as Safil), Бішара та Аль-Джадід (чотири останні становлять комплекс Хейл-ас-Сафіл, поклади якого розташовані у смузі завдовжки 1,5 км та завширшки 0,5 км).
Розробка також вестиметься відкритим способом, при цьому руда проходитиме збагачення просто на руднику на фабриці річною потужністю 1,6 млн тонн. Отриманий концентрат відправлятиметься на мідеплавильний завод у Ласайлі.
Як супутній продукт планується отримувати золото, вміст якого в руді в середньому становить 0,82 грама на тонну. При запасах руди у 18,5 млн тонн загальний обсяг золота оцінюється близько 15 тонн.
Наприкінці 2023 року австралійська компанія Lycopodium отримала підряд на спорудження рудника, запуск якого планується на 2026 рік.

## Переробка відвалів
Наприкінці 2023-го оголосили про проєкт переробки відвалів, що утворились під час розробки золотої «шапки». Його реалізовуватиме компанія Green Tech Mining & Services, яка належить австрійській BPG Precious Metals Storage (51 %) та OMCO (49 %). Всього до переробки планується залучити 1,3 млн тонн відвалів, крім того, будуть провадити очистку від металів забруднених підземних вод.